# Guaglione
Pour les articles homonymes, voir Guaglione (homonymie).
Guaglione est une chanson napolitaine publiée en 1956, connue en Italie et dans de nombreux pays et notamment en France sous le titre de Bambino.

## Historique
Mise en musique par Giuseppe Fanciulli (it) sur des paroles de Nicola Salerno (it), la chanson napolitaine Guaglione  fut présentée pour la première fois au quatrième Festival de Naples retransmis sur les ondes de la radio italienne en 1956. Destinée à l'origine à Claudio Villa, la chanson fut cédée par le reuccio à Aurelio Fierro. L'interprétation de Fierro remporta le premier prix et devint le tube le plus vendu de cette édition. Le succès fut tel qu'elle demeura six semaines d'affilée à la première place du Hit Parade et fut traduite en plusieurs langues. Parmi les versions étrangères, la traduction française Bambino se distingua, devenant l'un des plus grands succès de Dalida. Le chanteur de flamenco Bambino tient son surnom de cette chanson qu'il interprétait en version rumba.
La même année, la chanson inspira le film Bambino (Guaglione) réalisé par Giorgio Simonelli, avec Terence Hill (sous le nom de Mario Girotti), Dorian Gray, Titina De Filippo. Fort de son succès, le film connut une suite l'année suivante, Je ne suis plus une enfant (Non sono più guaglione), dirigée par Domenico Paolella, avec Tina Pica, Sylva Koscina, Nunzio Gallo, Dante Maggio.
Guaglione fut interprétée par des artistes comme Renzo Arbore ou Renato Carosone. Elle fut chantée par Dean Martin en 1956, sous le titre The Man who plays the Mandolino (« l'homme qui joue de la mandoline »), sur des paroles en anglais, lorsque Fred Raphael de la Walt Disney Music Company en obtint les droits de publication pour Disney aux États-Unis et fut l'une des plus grandes sources de profit pour la compagnie. La version la plus connue fut enregistrée par le chef d'orchestre cubain Perez Prado en 1958 sur un rythme de mambo,. L'air devint connu sous cette forme en 1995 à la suite de son utilisation dans Anticipation (en), un film publicitaire pour la Guinness.

## Thème
Le texte de la chanson décrit l'histoire d'un adolescent amoureux cherchant à attirer l'attention d'une femme plus âgée qui ne daigne pas lui répondre. Il ne mange plus, ne dort plus, passe et repasse sous le balcon de celle-ci. Le narrateur lui conseille de retourner chez sa mère et d'aller jouer au ballon : pour les femmes et pe' te 'nguajà (« pour te ruiner »), il sera toujours temps.

## Sources des traductions
- (it)/(en) Cet article est partiellement ou en totalité issu des articles intitulés en italien « Guaglione (brano musicale) » (voir la liste des auteurs) et en anglais « Guaglione » (voir la liste des auteurs).